# بلونه، حماة
بلونه (به عربی: بلونة) یک روستا در سوریه است که در ناحیه مرکزی سقیلبیه واقع شده‌است. بلونه ۶۰ نفر جمعیت دارد.